# Sainte-Geneviève-lès-Gasny
Sainte-Geneviève-lès-Gasny és un municipi francès situat al departament de l'Eure i a la regió de Normandia. L'any 2007 tenia 631 habitants.

## Demografia

### Població
El 2007 la població de fet de Sainte-Geneviève-lès-Gasny era de 631 persones. Hi havia 241 famílies de les quals 47 eren unipersonals (12 homes vivint sols i 35 dones vivint soles), 87 parelles sense fills, 87 parelles amb fills i 20 famílies monoparentals amb fills.
La població ha evolucionat segons el següent gràfic:
Habitants censats

### Habitatges
El 2007 hi havia 260 habitatges, 242 eren l'habitatge principal de la família, 12 eren segones residències i 6 estaven desocupats. 247 eren cases i 9 eren apartaments. Dels 242 habitatges principals, 220 estaven ocupats pels seus propietaris, 19 estaven llogats i ocupats pels llogaters i 3 estaven cedits a títol gratuït; 3 tenien una cambra, 9 en tenien dues, 31 en tenien tres, 77 en tenien quatre i 122 en tenien cinc o més. 187 habitatges disposaven pel capbaix d'una plaça de pàrquing. A 100 habitatges hi havia un automòbil i a 123 n'hi havia dos o més.

### Piràmide de població
La piràmide de població per edats i sexe el 2009 era:
| Homes | Edats   | Dones |
| ----- | ------- | ----- |
| 0     | 95 o +  | 0     |
| 0     | 90 a 94 | 0     |
| 0     | 85 a 89 | 0     |
| 8     | 80 a 84 | 16    |
| 16    | 75 a 79 | 8     |
| 12    | 70 a 74 | 8     |
| 8     | 65 a 69 | 20    |
| 4     | 60 a 64 | 8     |
| 8     | 55 a 59 | 4     |
| 20    | 50 a 54 | 24    |
| 40    | 45 a 49 | 44    |
| 52    | 40 a 44 | 24    |
| 40    | 35 a 39 | 36    |
| 16    | 30 a 34 | 28    |
| 4     | 25 a 29 | 4     |
| 8     | 20 a 24 | 40    |
| 16    | 15 a 19 | 28    |
| 32    | 10 a 14 | 40    |
| 36    | 5 a 9   | 28    |
| 8     | 0 a 4   | 12    |

## Economia
El 2007 la població en edat de treballar era de 426 persones, 333 eren actives i 93 eren inactives. De les 333 persones actives 296 estaven ocupades (163 homes i 133 dones) i 37 estaven aturades (20 homes i 17 dones). De les 93 persones inactives 33 estaven jubilades, 28 estaven estudiant i 32 estaven classificades com a «altres inactius».

### Ingressos
El 2009 a Sainte-Geneviève-lès-Gasny hi havia 250 unitats fiscals que integraven 663,5 persones, la mediana anual d'ingressos fiscals per persona era de 20.078 €.

### Activitats econòmiques
Dels 17 establiments que hi havia el 2007, 4 eren d'empreses de fabricació d'altres productes industrials, 4 d'empreses de construcció, 2 d'empreses de comerç i reparació d'automòbils, 2 d'empreses de transport, 1 d'una empresa d'hostatgeria i restauració, 1 d'una empresa immobiliària, 1 d'una empresa de serveis, 1 d'una entitat de l'administració pública i 1 d'una empresa classificada com a «altres activitats de serveis».
Dels 7 establiments de servei als particulars que hi havia el 2009, 1 era un paleta, 1 fusteria, 1 lampisteria, 1 electricista, 1 empresa de construcció, 1 restaurant i 1 agència immobiliària.
L'únic establiment comercial que hi havia el 2009 era una botiga d'equipament de la llar.

## Equipaments sanitaris i escolars
El 2009 hi havia una escola elemental.

## Poblacions més properes
El següent diagrama mostra les poblacions més properes.